# Wiceprezydenci Sudanu Południowego

## Wiceprezydenci Autonomicznego Regionu Sudanu Południowego (2005–2011)
| Nr                           | Foto | Nazwisko            | Partia                        | Od               | Do               |
| ---------------------------- | ---- | ------------------- | ----------------------------- | ---------------- | ---------------- |
| 1.                           |      | Salva Kiir Mayardit | Ludowy Ruch Wyzwolenia Sudanu | 9 lipca 2005     | 11 sierpnia 2005 |
| 2.                           |      | Riek Machar         | Ludowy Ruch Wyzwolenia Sudanu | 11 sierpnia 2005 | 9 lipca 2011     |
| urząd zniesiony 9 lipca 2011 |      |                     |                               |                  |                  |

## Wiceprezydenci Sudanu Południowego (2011–2020)
| Nr                                  | Foto | Nazwisko        | Partia                        | Od               | Do             |
| ----------------------------------- | ---- | --------------- | ----------------------------- | ---------------- | -------------- |
| 1.                                  |      | Riek Machar     | Ludowy Ruch Wyzwolenia Sudanu | 9 lipca 2011     | 23 lipca 2013  |
| wakat (23 lipca – 23 sierpnia 2013) |      |                 |                               |                  |                |
| 2.                                  |      | James Wani Igga | Ludowy Ruch Wyzwolenia Sudanu | 23 sierpnia 2013 | 21 lutego 2020 |
| urząd zniesiony 21 lutego 2020      |      |                 |                               |                  |                |

## Pierwsi Wiceprezydenci Sudanu Południowego (od 2016)
| Nr | Foto | Nazwisko       | Partia                        | Od               | Do             |
| -- | ---- | -------------- | ----------------------------- | ---------------- | -------------- |
| 1. |      | Riek Machar    | Ludowy Ruch Wyzwolenia Sudanu | 26 kwietnia 2016 | 23 lipca 2016  |
| 2. |      | Taban Deng Gai | Ludowy Ruch Wyzwolenia Sudanu | 23 lipca 2016    | 21 lutego 2020 |
| 3. |      | Riek Machar    | Ludowy Ruch Wyzwolenia Sudanu | 21 lutego 2020   | nadal urzęduje |